# Supercoppa del Belgio 2006
La Supercopa del Belgio 2006 (in francese Supercoupe de Belgique, in fiammingo Belgische Supercup) è la 27ª edizione della Supercoppa del Belgio di calcio.
La partita fu disputata dallo Anderlecht, vincitore del campionato, e dal Zulte Waregem, vincitore della coppa nazionale.
L'incontro inizialmente fu giocato il 22 luglio 2006 ma interrotto a causa del maltempo, venendo rigiocata il 20 dicembre 2006 e fu vinto dal Anderlecht, al suo settimo titolo.

## Tabellino
| Arbitro: | Serge Gumienny |

|                                          |           |                     |
| Hassan 35’ (rig.) Juhász 77’ Siani 90+2’ | Marcatori | 50’ Vandendriessche |